# 황제펭귄속
황제펭귄속(Aptenodytes)은 지구상에 생존하는 모든 펭귄속들 중에서 가장 키가 크고 체중이 많이 나가는 속이다. 가장큰 펭귄 종 황제펭귄과 두번째로 큰 임금펭귄(왕펭귄) ,멸종된 화석동물인 Aptenodytes ridgeni가 있다.